# Происхождение (фильм)
«Происхождение» (англ. Creation — дословно «Творение», «Создание») — биографический фильм Джона Эмиела о жизни Чарльза Дарвина. Роль Чарльза Дарвина исполняет Пол Беттани, а Дженнифер Коннелли исполняет роль его жены Эммы. Джон Колли написал сценарий на основе биографии Дарвина «Коробка Энни» (англ. Annie's Box), написанной Рэндоллом Кейнсом. Мировая премьера фильма состоялась 25 сентября 2009 года.

## Сюжет
Английский натуралист Чарльз Дарвин разрывается между любовью к своей глубоко религиозной жене и осознанием того, что сотворение мира можно объяснить и без участия Бога.

## В ролях
- Пол Беттани[1] — Чарльз Дарвин
- Дженнифер Коннелли[1] — Эмма Дарвин
- Джереми Нортэм[1] — Джон Броуди-Иннес
- Тоби Джонс[1] — Томас Генри Гексли
- Бенедикт Камбербэтч[1] — Джозеф Долтон Гукер
- Джим Картер

## Создание фильма
Создание фильма было завершено в декабре 2008 года в Англии.